# Союз (деревня)
Союз — деревня в Куединском районе Пермского края. Входит в состав Большегондырского сельского поселения.

## Географическое положение
Расположена примерно в 12 км к юго-востоку от села Большой Гондыр и в 18 км к юго-западу от Куеды. 

## Население
| 2010 |
| ---- |
| 80   |

## Топографические карты
- Лист карты P-40-123.